# Barroso (1865)
El encorazado Barroso fue un navío de la Armada del Imperio del Brasil que sirvió en la Guerra de la Triple Alianza. 

## Historia
Primera embarcación de la marina brasileña en llevar ese nombre en homenaje al almirante Francisco Manuel Barroso da Silva, Barón del Amazonas, fue construida en los astilleros del Arsenal de Marina de Río de Janeiro 
y botada el 4 de noviembre de 1865, incorporándose a la armada imperial en el frente de la Guerra del Paraguay.
El Barroso era un buque impulsado por una máquina de vapor con una potencia de 130 HP . 
Su eslora era de 56.69 m y su manga era de 10.97 m, con un desplazamiento de 1354 t. 
Montaba 2 cañones de 70 y 2 de 68. 
Al mando del capitán teniente Artur Silveira da Mota tomó parte del bombardeo y forzamiento del paso de Itapirú entre el 26 y el 28 de marzo de 1866.
Finalizada la Batalla de Curuzú (3 de septiembre de 1866) la flota aliada, fundamentalmente unidades de la Marina de Brasil, se concentró frente al fuerte capturado controlando el curso inferior del Río Paraguay y alistándose para el asalto a la siguiente posición paraguaya cerrando el camino a Asunción del Paraguay, el Fuerte de Curupayty.

### Paso de Curupayty

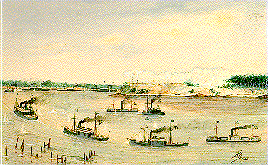
Paso de Curupayty, que aparece en el centro de Tamandaré, con Silvado maniobra para remolcar.

Entre el 4 y el 22 de septiembre de ese año el Barroso tomó parte en el ineficaz bombardeo del Fuerte de Curupayty.
Tras la sangrienta e infructuosa Batalla de Curupayty (22 de septiembre de 1866) siguió un largo período de inactividad. 
El nuevo Ministro de Marina Afonso Celso de Assis Figueiredo dispuso el relevo del almirante Tamandaré y su reemplazo por el vicealmirante Joaquim José Inácio de Barros, futuro vizconde de Inhauma, mientras que el mariscal de Caxias era nombrado comandante en jefe del ejército y armada brasileños.
Bartolomé Mitre que se había visto obligado por las guerras civiles a ausentarse en febrero de 1867, se reintegró al frente el 1 de agosto Mitre y presionó para forzar el paso de Curupayty mientras el ejército cerraba el cerco por tierra. El almirante brasileño consideraba la operación en extremo arriesgada por temor a las baterías paraguayas e innecesaria por juzgar que el flanqueo y cerco terrestre serían suficientes. 
Mitre impuso finalmente su posición dejando al arbitrio del almirante la organización y ejecución de la operación. 
Inácio designó para forzar el pasaje a los encorazados Brasil (buque insignia), Tamandaré, Colombo, Mariz e Barros, Cabral, Barroso, Herval, Silvado y Lima Barros, llevando a remolque las chatas acorazadas Cuevas, Lindóia y Riachuelo. 

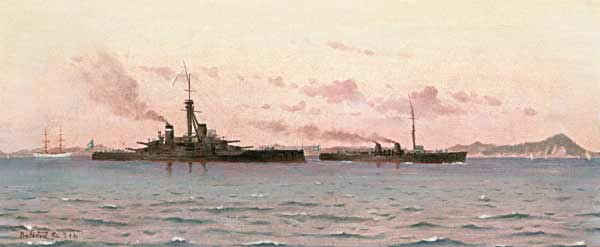
Encorazado Barroso (Carlos Balliester).

Una segunda división compuesta por las cañoneras Ipiranga, Yguatemy, Majé, Parnahyba, Beberibé y Recife, y  las bombarderas Pedro Afonso y Forte de Coimbra ocuparían la posición inicial de los encorazados y bombardearían las baterías de Curupayty cubriendo el avance. 
En las primeras horas de la mañana del 15 de agosto de 1867, la segunda división inició el bombardeo, dejando caer sobre las fortificaciones de Curupayty 665 proyectiles de artillería pesada. A las 6:00 la división encabezada por el Brasil levó anclas y marchó aguas arriba sin preocuparse de las descargas de la artillería y fusilería paraguayas.
Las bajas y daños fueron escasos. El más afectado fue el Tamandaré cuando una bala perforó el condensador de su máquina dejándolo inerte frente a las baterías paraguayas.
Después de dos horas la división imperial había forzado exitosamente el paso y echaba anclas entre la fortaleza de Curupayty y la de Humaitá formando en dos líneas, la de vanguardia compuesta por el Silvado, Cabral, Lima Barros y Barroso y dando frente a Curupayty el Tamandaré, Colombo, Brasil, Herval y Mariz e Barros.

### Paso de Humaitá

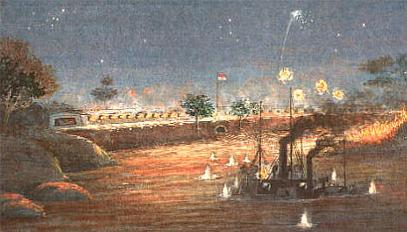
Paso de Humaitá: episodio de la Guerra del Paraguay se produjo en 1868, cuando la escuadra brasileña forzó el cruce de la posición fortificada bajo el bombardeo enemigo. La pintura muestra al Barroso y al Río Grande navegando río arriba después de salir de Humaitá

Tras el Paso de Curupayty (agosto de 1867) la escuadra aliada había quedado dividida. Entre el Fuerte de Curupayty y la Fortaleza de Humaitá permanecía la división de encorazados brasileños que había forzado el pasaje bombardeando sistemáticamente las posiciones enemigas y, sitiando Curupayty, el resto de la escuadra. 
La división avanzada mantenía su posición formando en dos líneas, la de vanguardia compuesta por el Silvado, Cabral, Lima Barros y Barroso y dando frente a Curupayty el Tamandaré, Colombo, Brasil, Herval y Mariz e Barros.
La partida de Bartolomé Mitre, principal impulsor del cruce, había prolongado la situación hasta que en febrero de 1868 el almirante Joaquim José Inácio de Barros recibió órdenes del ministro de marina Ouro Preto de forzar el pasaje de Humaitá.
Aprovechando la noche del 18 de febrero, integrando la 3.ª División Naval al mando del capitán de mar y guerra Delfim Carlos de Carvalho, futuro almirante y barón del Pasaje, junto a los monitores Pará, Rio Grande do Sul y Alagoas forzó el paso de Curupayty enfrentando durante una hora el fuego de los 22 cañones paraguayos que permanecían aún en esa posición 
A las 00:30 del 19 de febrero de 1868 se reunió con los restantes buques de la 3.ª División Naval para forzar el pasaje de Humaitá.
El pasaje fluvial que allí describía una curva especialmente cerrada y arrimada a la costa paraguaya, estaba defendido también por varias líneas de torpedos o "máquinas infernales" y por tres cadenas de pulgada y media de espesor, sostenidas por diez lanchones.

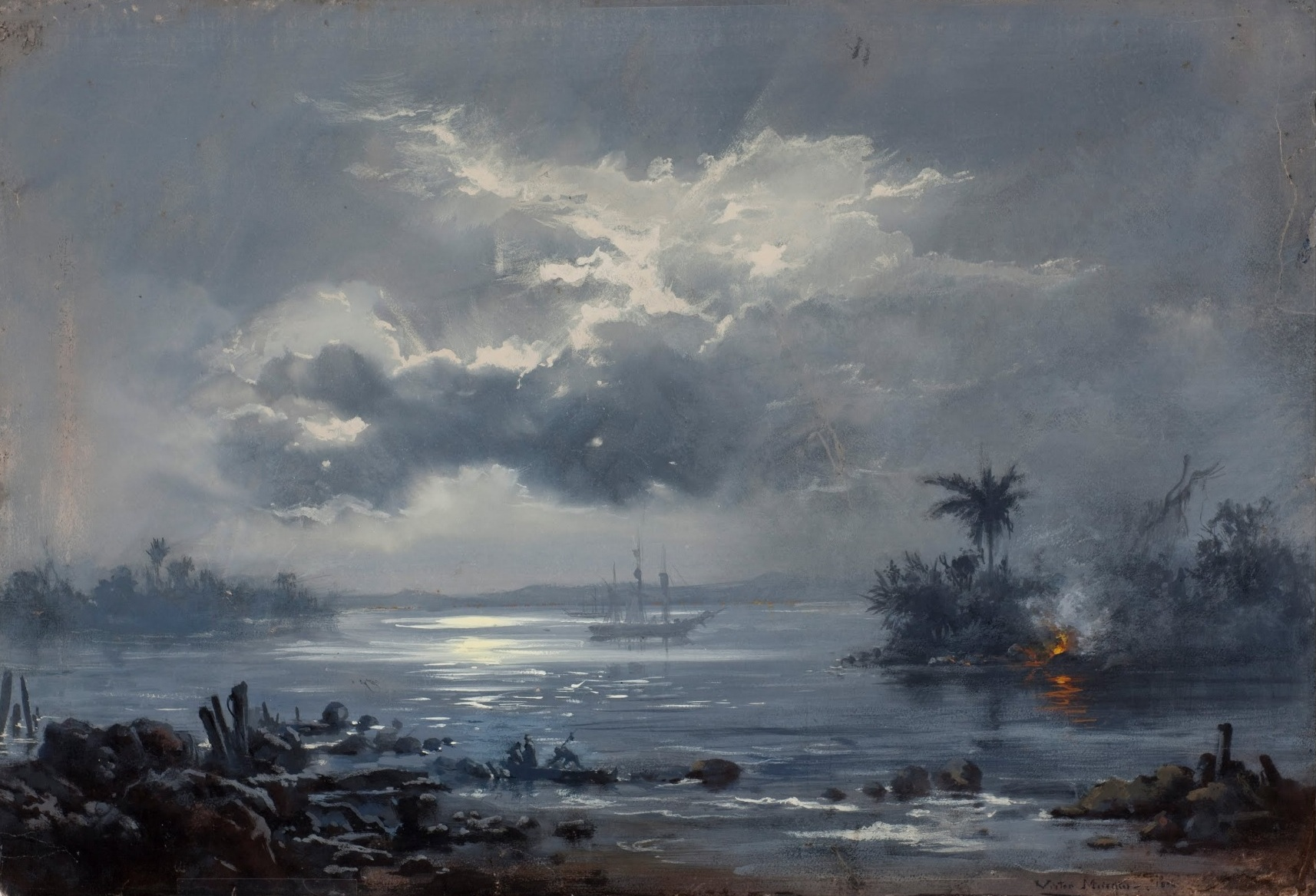
Pasaje de Humaitá

Mientras el grueso de la escuadra brasileña iniciaba un violento bombardeo de distracción sobre Humaitá, en combinación con un ataque sobre el Reducto Cierva, posición fortificada situada en la ribera opuesta que cruzaba sus fuegos con la de Humaitá, una división reducida al mando de Delfim Carlos de Carvalho inició el pasaje de Humaitá con los encorazados Barroso, Bahía (buque insignia) y Tamandaré que llevarían apareados a babor a los monitores Rio Grande,  Alagoas y Pará.
El pasaje se realizaría con éxito y escasos daños, confirmando como infundados los temores del mando brasileño y, tras el inmediato pasaje de los puntos fortificados en Timbó y Laurel, Carvalho siguió con el Bahía, el Barroso y el Rio Grande hasta Asunción del Paraguay donde el 24 de febrero bombardeó el Palacio y el Arsenal de Marina en una inútil demostración de fuerza que dio ocasión a Francisco Solano López de evacuar Humaitá con el grueso de su ejército y artillería sin ser molestado por la escuadra, pasándose al Chaco y remontando el margen del río hasta establecer una nueva línea de defensa en Tebicuarí. 
El historiador Joaquim Nabuco afirmaría que "El paso de Curupayty (15 de agosto de 1867), una serie de victorias parciales y, sobre todo, el gran suceso del paso de Humaitá, son como rayo de luz en esta larga noche de ansiedades".

### Acciones posteriores

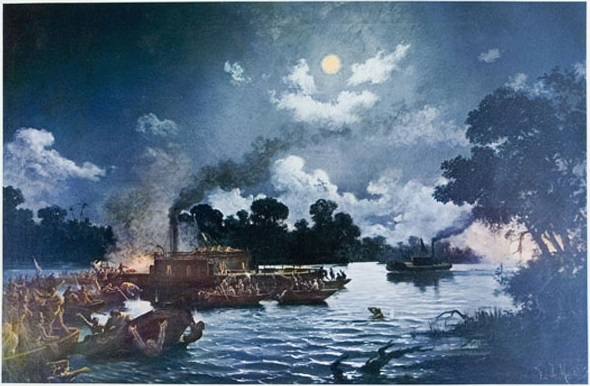
Abordaje del acorazado Barroso y monitor Río Grande por los paraguayos.

En la madrugada del 10 de junio, resistió junto al monitor encorazado Rio Grande un intento de abordaje en el Tayí llevado a cabo por 20 canoas con 260 paraguayos. Finalmente los asaltantes consiguieron ocupar brevemente la cubierta del Barroso hasta ser ametrallados por el Rio Grande. En el combate resultó herido el práctico capitán teniente Etchebarne.
El 1 de octubre de 1868, junto a los encorazados Bahia, Silvado y Tamandaré, el Barroso forzó sin inconvenientes el paso artillado de Angostura y desembarcaron sus tropas en San Antonio donde permanecieron en espera de la división que avanzaba por el Chaco, la cual arribó el 4 de diciembre.
En 1881 pasó a desarme en el Arsenal de Ládario siendo posteriormente desguazado.